# Ångfartyget Kuriren
Ångfartyget Kuriren är en svensk ångdriven bogserbåt med hemmahamn i Smedjebacken.
Ångfartyget Kuriren byggdes som bogserbåt för Fagersta Bruk för bogsering på Strömsholms kanal. Ångpanna och maskin installerades 1938.  Kuriren användes som bogser- och passagerarfartyg på Strömsholms kanal till 1960. Hon byggdes om till fritidsbåt 1963–1972, och såldes 1978 till Föreningen å/f Kuriren i Stockholm. Kuriren är ett k-märkt fartyg, och i drift i Smedjebacken sedan 2007.